# Westamerikanischer Kreuzwels
Der Westamerikanische Kreuzwels (Ariopsis seemanni, Syn.: Sciades seemanni, Arius seemani) gehört zur Familie der Ariidae (Kreuzwelse). Er ist ein Fisch, der in Flussmündungen im Brackwasser, als erwachsenes Tier überwiegend im Meerwasser lebt. Kleine Jungfische (bis 3 cm) leben vorübergehend im Süßwasser.
Der Westamerikanische Kreuzwels ähnelt entfernt einem Hai und wird daher – nicht sachgerecht – im Aquaristikfachhandel als „Mini-Hai“ angeboten.

## Vorkommen
Die Art lebt im Meerwasser und Brackwasser amerikanischer, in den Pazifik fließender Flüsse, von Süd-Kalifornien und Mexiko im Norden bis Kolumbien, Ecuador und Peru im Süden.

## Lebensweise
Der Westamerikanische Kreuzwels lebt überwiegend räuberisch und ernährt sich von kleineren Fischen, Krebsen usw. Manchmal kann man jedoch auch eine Grünfutteraufnahme beobachten.
Im Sozialverhalten zeigt er ebenfalls für einen Raubfisch interessante Eigenschaften. Er ist bis zu seiner vollständigen adulten Entwicklung so gut wie nie alleine anzutreffen. Sogar das Jagen scheinen die Jungfische in Gruppenverbänden zu praktizieren.

## Fortpflanzung
Kreuzwelse sind Maulbrüter. Fortpflanzung in Gefangenschaft ist bisher noch nicht gelungen.

## Wachstum
Westamerikanische Kreuzwelse können 35 bis 45 cm lang werden. Angaben, wonach sie sogar eine Länge von weit über 100 cm erreichen können, beruhen wohl auf Verwechslungen mit ähnlichen Arten.

## Besonderheit
Der Fisch besitzt zur Verteidigung Giftstachel an der Rückenflosse. Das Gift hemmt die Blutgerinnung. Dies kann mitunter zum inneren Verbluten des Opfers führen. Für Menschen ist der Westamerikanische Kreuzwels ungefährlich, Allergiker sollten sich dennoch vorsehen.
Eine weitere Besonderheit besteht darin, dass die Tiere für den Menschen auch außerhalb des Aquariums deutlich hörbare Laute von sich geben. Dies scheint in erster Linie der Kommunikation der Tiere untereinander zu dienen. Beim Aufspüren von Nahrung spielt die Lautbildung keine Rolle. 
Wegen seiner haiähnlichen Optik wird dieser Fisch gerne in Aquarien gehalten. Die meisten Aquarianer nutzen Süßwasser, welches jedoch nicht dem natürlichen Lebensraum entspricht. Entsprechend dieser nicht artgerechten Tierhaltung ist die Lebensdauer der Westamerikanischen Kreuzwelse in Süßwasser sehr begrenzt. Die österreichische 2. Tierhaltungsverordnung bezeichnet die Art – als einzige der zahlreichen aufgeführten Arten – als „nicht geeignet als Aquarienfisch!“
Ein artgerechte Haltung in Aquarien ist nur in einem echten Brackwasser-Aquarium gegeben. Eine Beckengröße von mindestens 800 Litern sowie die Bereitschaft, das Aquarium später auf Meerwasser umzurüsten, sollte gegeben sein. Mini-Haie leben den größten Teil ihres Lebens in Flussausläufern, sogenannten Ästuarien, oder Brackwasserzonen. Junge Mini-Haie werden im Süßwasser, flussaufwärts geboren. Bis zu einer Größe von drei Zentimetern leben die Mini-Haie im Süßwasser. Dies ist mitunter auch der Grund, weshalb viele Händler davon ausgehen, dass Mini-Haie Süßwasserfische sind und die Käufer nicht davor warnen, dass bei einer Haltung von Mini-Haien in Süßwasser die Lebenserwartung entsprechend gering ist. Sobald die Jungtiere größer als drei Zentimeter sind, ziehen sie flussabwärts in dem vom Meerwasser angereicherten Süßwasser, Brackwasser genannt. Sie bevorzugen eine Dichte von 1,005 bis 1,010 Gramm pro Kubikzentimeter (1,001 g/cm³ entspräche 1,17 Gramm Salz pro Liter) bis zu einer Größe von zehn Zentimetern. Später ist eine Dichte von 1,010 bis 1,018 g/cm³ empfehlenswert. Adulte Tiere ziehen dann später in das offene Meer hinaus. Die Lebenserwartung eines Mini-Hais liegt bei 15 bis 17 Jahren. Entsprechend einer US-amerikanischen Statistik sterben 85 Prozent aller in Süßwasser gehaltenen Mini-Haie innerhalb der ersten drei Monate. In Meerwasseraquarien werden die Tiere auch in Gefangenschaft leicht mehr als 10 Jahre alt. Die artgerechte Haltung in salzhaltigem Wasser ist daher als absolut essentiell anzusehen.